# Michal Novotný (novinář)
Michal Novotný (3. října 1943, Litomyšl – 5. července 2006, Praha) byl český publicista, novinář a spisovatel.

## Biografie
Michal Novotný se narodil 3. října 1943 v Litomyšli. Dětství prožil ve východočeském městě Choceň. Ve svých čtrnácti letech se spolu s rodinou přestěhoval do Prahy, kde nastoupil na jedenáctiletou školu. Posléze nastoupil v roce 1966 na Fakultu osvěty a novinářství Univerzity Karlovy.
Již během studií na vysoké škole se aktivně zapojoval do práce různých periodik. Jako mladý novinář se stal nejdříve zástupcem šéfredaktora v časopisu My a poté šéfredaktorem skautského časopisu Junák. V roce 1968, během komunistických prověrek, vyjádřil nesouhlas s příchodem sovětských vojsk. Následkem toho byl vyloučen z KSČ a zároveň mu bylo postupně omezeno, nebo úplně znemožněno působení a publikace v tehdejších novinách či časopisech. Přibližně ve svých 30 letech se stal novinářem na volné noze, neboli, v tehdejší terminologii, vykonával svobodné povolání. V té době byly jeho hlavní činností jazykové korektury (např. časopis Vesmír) a tvorba křížovek.
Na přelomu sedmdesátých a osmdesátých let vydal dvě knihy o atletice, jednu z nich s přítelem novinářem Ivanem Hanouskem. V druhé polovině osmdesátých let spolu s archeology Josefem Havlem a Janem Kovaříkem vydali další dvě knihy o archeologii a muzeích. Ve všech případech šlo o literaturu faktu, či populárně-naučné knihy pro děti a mládež, bez politického kontextu. V osmdesátých letech také navázal spolupráci s Československým rozhlasem, stanicemi Praha a Vltava. Pro populárně-vědecké pořady Domino a Meteor připravoval články o původu některých zajímavých slov. Pro pořad My a děti připravoval fejetony na téma výchovy a vztahů mezi rodiči a dětmi.
Po revoluci v roce 1989 dostal několik nabídek práce v různých médiích. Na dva roky se stal zástupcem šéfredaktora zpravodajství v Československé televizi. Poté se však znovu vrátil k práci v rozhlase. V roce 1992 se stal šéfredaktorem, a rok později ředitelem, stanice Českého rozhlasu Regina Praha. Od roku 2002 působil zároveň i jako ředitel Českého rozhlasu Region. Za jeho působení se z malé redakce jen několikahodinového vysílání pro Prahu a střední Čechy stalo plnohodnotné studio Českého rozhlasu od 3. dubna 2000 vysílající 24 hodin denně. V době jeho vedení se stanice musela taktéž vypořádat s ničivými povodněmi roku 2002, které zasáhly karlínské sídlo stanic.
Jeho dlouholetým velkým zájmem a koníčkem bylo hledání zákulisí a příběhů o původu a vzniku slov. Na toto téma připravoval pořady pro rozhlas, které si sám namlouval. Na živých vysíláních se i osobně podílel. V přímém přenosu rozhlasového pořadu na dotaz posluchače dokázal najít a vysvětlit původ slova během jedné písničky. Na téma zákulisí slov vydal v letech 2002 až 2006 tři knihy.
"Pracoval jsem v denících, v časopisech, v televizním zpravodajství, a tak vím, že rozhlas je médium, které nejvíc odpovídá mé představě o žurnalistice. Je – může být – stoprocentně aktuální, a protože má k dispozici skoro jen hlas, skoro se v něm nedá lhát," tak se vyjádřil ke své práci v rozhlase.

## Zaměstnání
- 1964–1969 časopis My – kulturní redaktor a poté zástupce šéfredaktora

- 1969–1970 časopis Skaut – Junák – šéfredaktor
- 1971–1976 časopis Pionýrská stezka – redaktor
- 1976–1990 volný novinář – omezená, případně zakázaná spolupráce s některými médii, nemožnost publikovat pod vlastním jménem; v té době – jazykové korektury, tvorba křížovek
- 1980–1990 Československý rozhlas– spolupráce se stanicí Praha a Vltava– populárně-vědecké pořady pro Domino a Meteor, rozhlasové fejetony pro My a děti
- 1990–1992 Československá televize– zástupce šéfredaktora redakce zpravodajství
- 1992–2005 Český rozhlas Regina Praha – šéfredaktor a později ředitel
- 2002–2005 Český rozhlas region, Středočeský kraj – ředitel

### Působení v jiných organizacích
Člen Syndikátu novinářů a Obce spisovatelů

## Dílo

### Knihy literatury faktu pro dospívající mládež
- Okamžik vítězství, okamžik porážky, 1978
- Pět barevných kruhů, 1980
- Kde bydlely Venuše, 1983, 1989
- Svět ve škatulce, 1986

### Jazykové publikace
- Abychom si rozuměli (tři díly) – zpracované na základě příspěvků v rozhlasovém pořadu Domino

### Knihy populárně-naučné literatury o původu slov
- Zákulisí slov, 2003
- Zákulisí slov podruhé, 2004
- Zákulisí slov dotřetice, 2006

### Autorský podíl na rozhlasových pořadech
- Domino
- Meteor
- My a děti – fejetony o výchově a vztahu dětí a dospělých
- Slova – o původu slov
- Česky třeba i nehezky – o původu slov